# Projekt Melody
Projekt Melody，简称Melody （日语：メロディー），是由美国动画建模师DigitrevX设计制作的虚拟主播，自称是世界上第一个色情虚拟主播。她于2019年7月开设推特账户，并从2020年2月开始在Chaturbate和Twitch上活跃至今。 
Projekt Melody在欧美引起了巨大反响，然而，对于她的评价呈现出褒贬不一的态势。

## 人物设定
Melody的模型是由DigitrevX制作的，并经由Unity引擎进行实时渲染，模型的所有部位都是可动的，使得Melody可以在直播中做出各种复杂的动作。Melody的设定基于赛博朋克风格，并受到了攻殼機動隊和超次元游戏 海王星等作品的影响。她有着蓝色的头发和未来风格的着装，鼻梁上贴了一个创可贴，而作为色情演員，她的胸前仅仅用一根皮带进行遮挡。
尽管Melody声称自己的生日为2000年7月7日，实际上直到2019年7月份她才发布了第一条推文。她在个人页面中称自己曾是用来扫描电子邮件中是否包含恶意软件的人工智能，但在2019年，一系列色情弹出式广告破坏了她的原有功能，并令她开始对人类性行为产生了兴趣。她对自己的描述是“有史以来第一个……三维渲染的变态主播”，并称她的粉丝群为“科学团队(the Science Team)”。

## 直播活动

### Chaturbate
Projekt Melody于2020年2月7日开始在Chaturbate上直播，在首次直播的三天内，其推特关注者总数从700人增加到20,000多人，并一度冲上Chaturbate的人气榜首位。此后于2020年2月14日（ 情人节 ），她第一次全裸进行直播。  在直播时 ，Melody会使用蓝牙遥控的跳蛋 ，跳蛋震动强度和她做出的反应视打赏的金额而异。由于打赏的观众数量众多，令跳蛋时常产生长达一个小时的连续振动，这使她在一个月之内不得不两度更换跳蛋。

### Twitch
2020年3月上旬，Projekt Melody开始在Twitch上进行直播，并迅速积累了超过50,000个粉丝。3月12日，Twitch暂停了Melody的账号。Reddit用户Fredthefree指出了账号被关停的几种可能原因，例如在床上放置性玩具 、衬衫下可见裸露皮肤、链接到NSFW内容以及接受色情网站的赞助。  此后在4月7日，Twitch更新了网站的着装政策，其中包括了对露出度进行限制的着装指南，涵蓋对象包括了Melody这样的虚拟角色。  
2020年11月4日，Twitch再次禁用了Melody的账号，因为DigitrevX提交了与Melody使用其模型的版权主张有关的DMCA备案，次日Melody的Twitch账号恢复，但失去了Twitch partner身份。
2020年11月24日，Melody宣布加入VShojo。2025年，Ironmouse踢爆VShojo公司欠款和指控其侵佔50萬美元善款，因此在当年7月23日，Melody宣佈退出VShojo，並終止合約回歸個人勢。

## 评价
|                                | 总而言之，如果从科技的角度来看，我认为Projekt Melody是天才般的创意，但它需要以一种对所有人都公平的方式呈现给世界。有1000多个主播为了登上Chaturbate的首页花费远多于一般人的时间，而某些人完全不需要。 |
| ——Lennox May，Chaturbate直播主 | |

Projekt Melody的快速蹿红引起了同一网站上其他直播主的不满，例如Lennox May，她认为像Melody这样拥有独特属性的角色应该在单独的平台上直播，而不是和真人直播主争夺空间。她同时也承认Melody的中之人和一般色情主播相比，显然无需担心自己的人身安全。 同时，Reddit用户xhumanist认为，Melody满足了非自願獨身男性的性需求，他们认为自己更有可能在数位世界中释放性需求并获得情感上的满足。 
 

而Melody的支持者对此持相反的观点，她们认为虚拟主播的优势是真人所无法提供的，例如“总是能保持最佳状态”。也有人表示虚拟色情主播刚好能缓解观众的审美疲劳。在Reddit等社区也开始流行Melody相关的表情包，并配有“未来就是现在，老头”、“‘射出’传统，拥抱未来”或是“是机器不是thots”等字样。